# Sneek (ville)
Sneek  est une ville et le chef-lieu de la commune néerlandaise de Súdwest-Fryslân, dans la province de Frise. Son nom en frison est Snits.

## Géographie
Sneek est située dans l'ouest de la province de Frise, à 20 kilomètres au sud-ouest de Leeuwarden.

### Voies de communication et transports
L'autoroute A7 est la principale voie d'accès à la ville.

## Histoire
La ville est fondée au Xe siècle et obtient son statut de ville en 1456. Chef-lieu de la commune homonyme, qui comptait 32 932 habitants au 1er juillet 2005, la ville devient celui de la nouvelle commune de Súdwest-Fryslân le 1er janvier 2011.

## Démographie
Le 1er janvier 2017, la ville comptait 33 855 habitants.

## Culture et patrimoine
- L'hôtel de ville date de 1550.
- La Porte de l'eau (Waterpoort) date de 1613.
- L'église réformée Saint-Martin, datant de 1498, abrite un carillon de cinquante cloches.
- Le musée maritime frison.

## Manifestations et festivités
Sneek est renommée pour la Sneekweek (la semaine de Sneek), un grand événement de nautisme à la voile.

## Personnalités liées à Sneek
- Reinder Fennema (1849-1897), géologue et explorateur, y est né.
- Dieuwke de Graaff-Nauta (1930-2008), femme politique, y est née et y est morte.

## Galerie

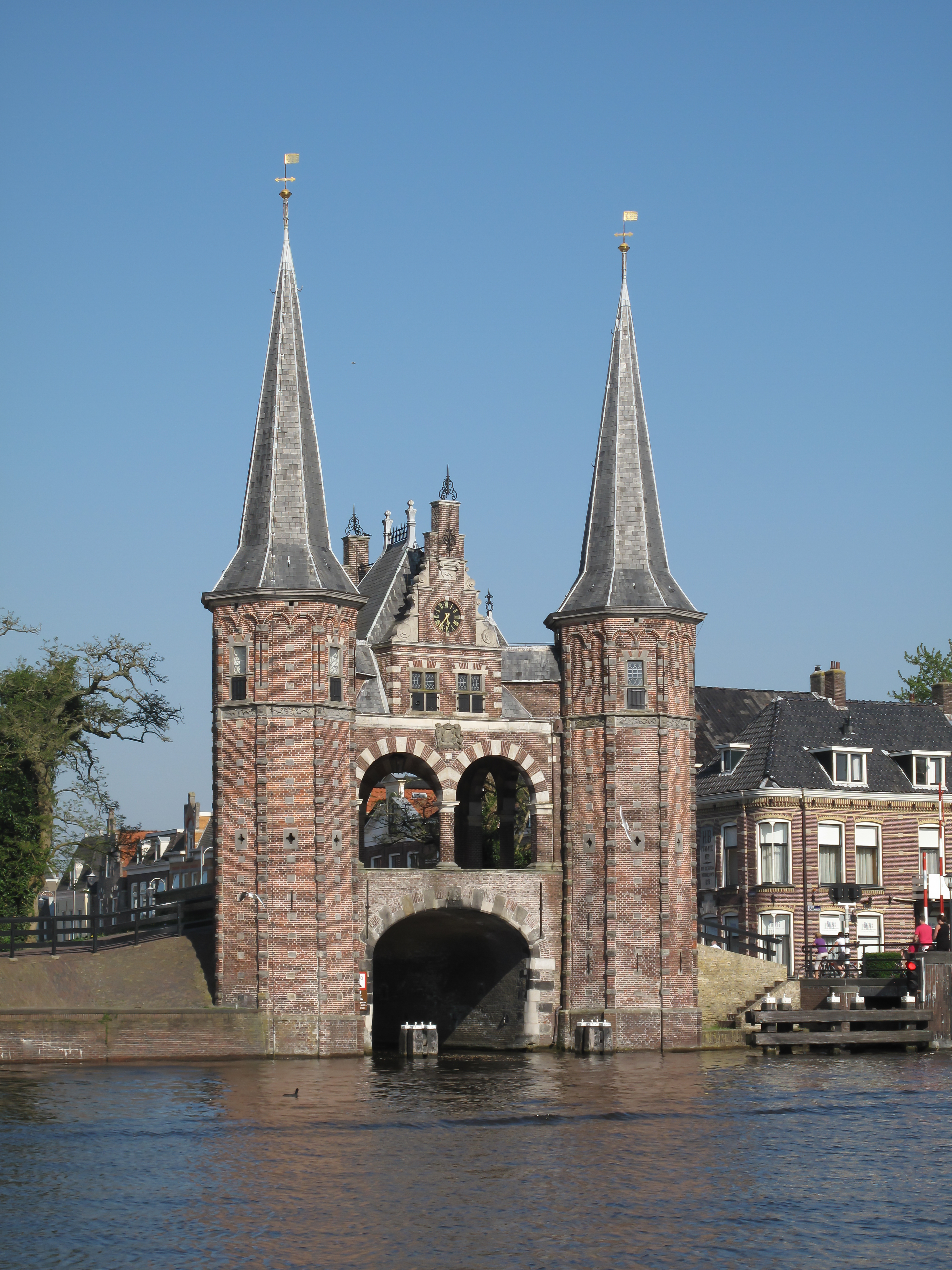
La Porte de l'eau.
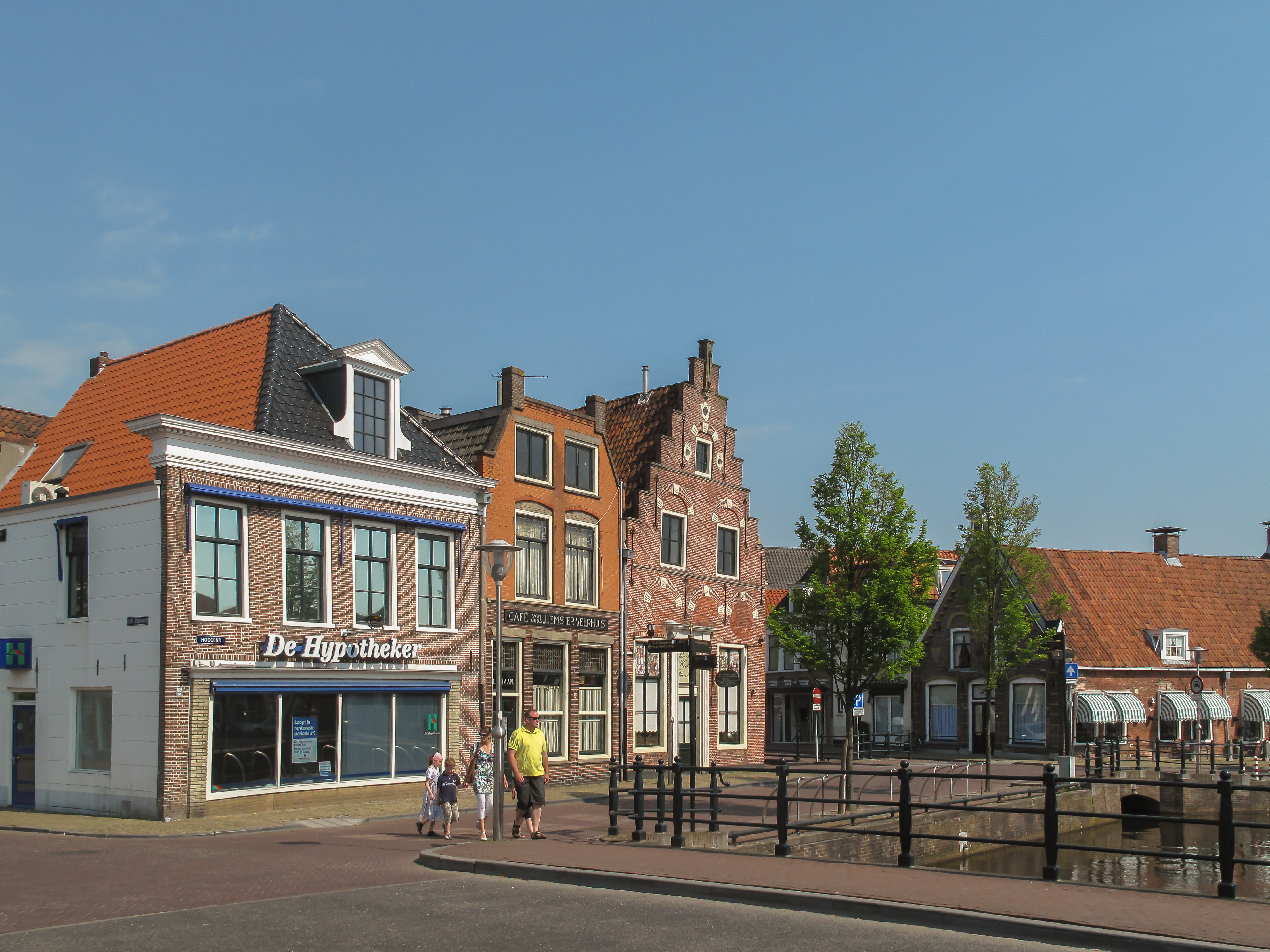
Une rue près de la Porte de l'eau.
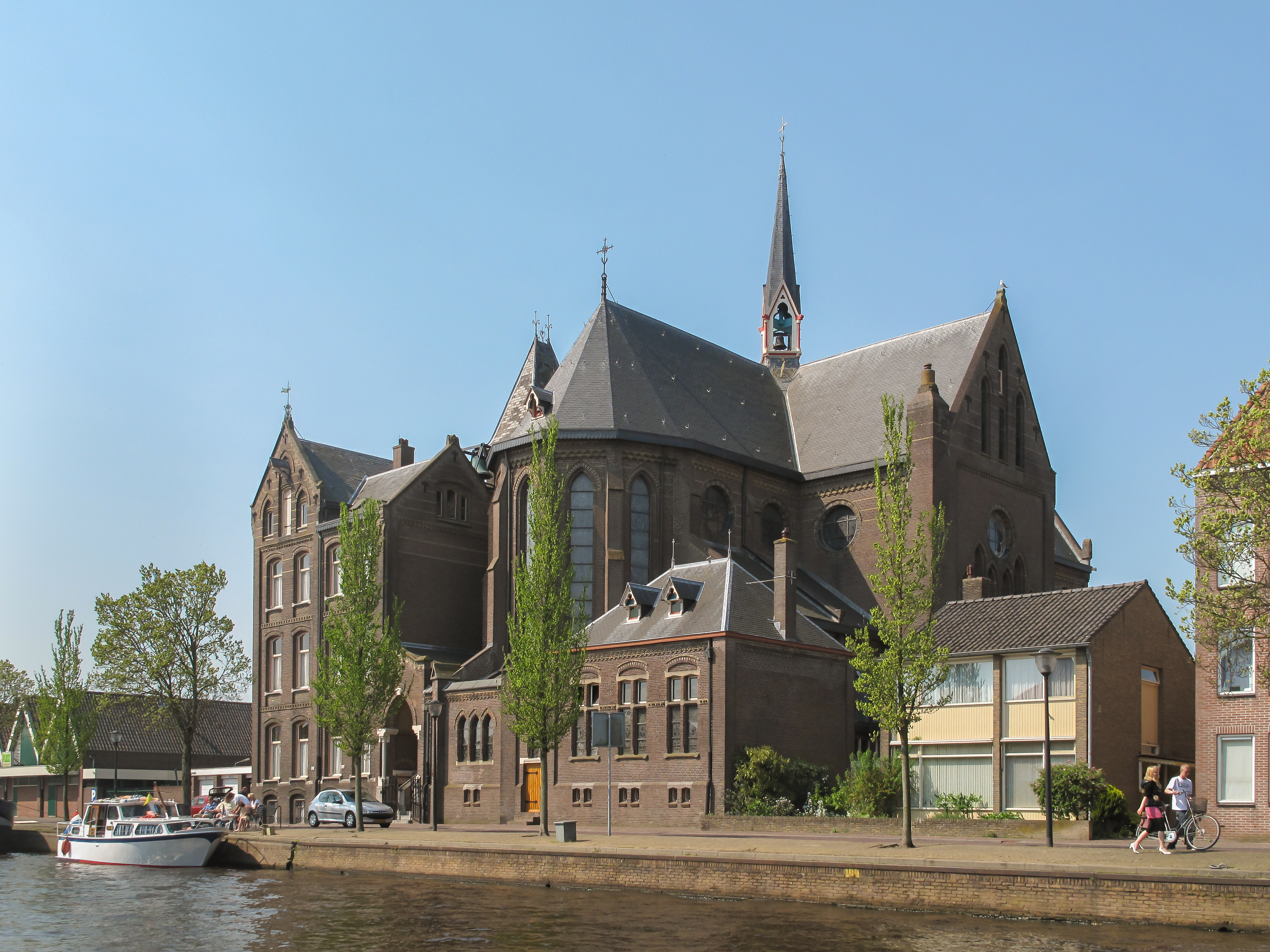
L'église catholique Saint-Martin date de 1872.
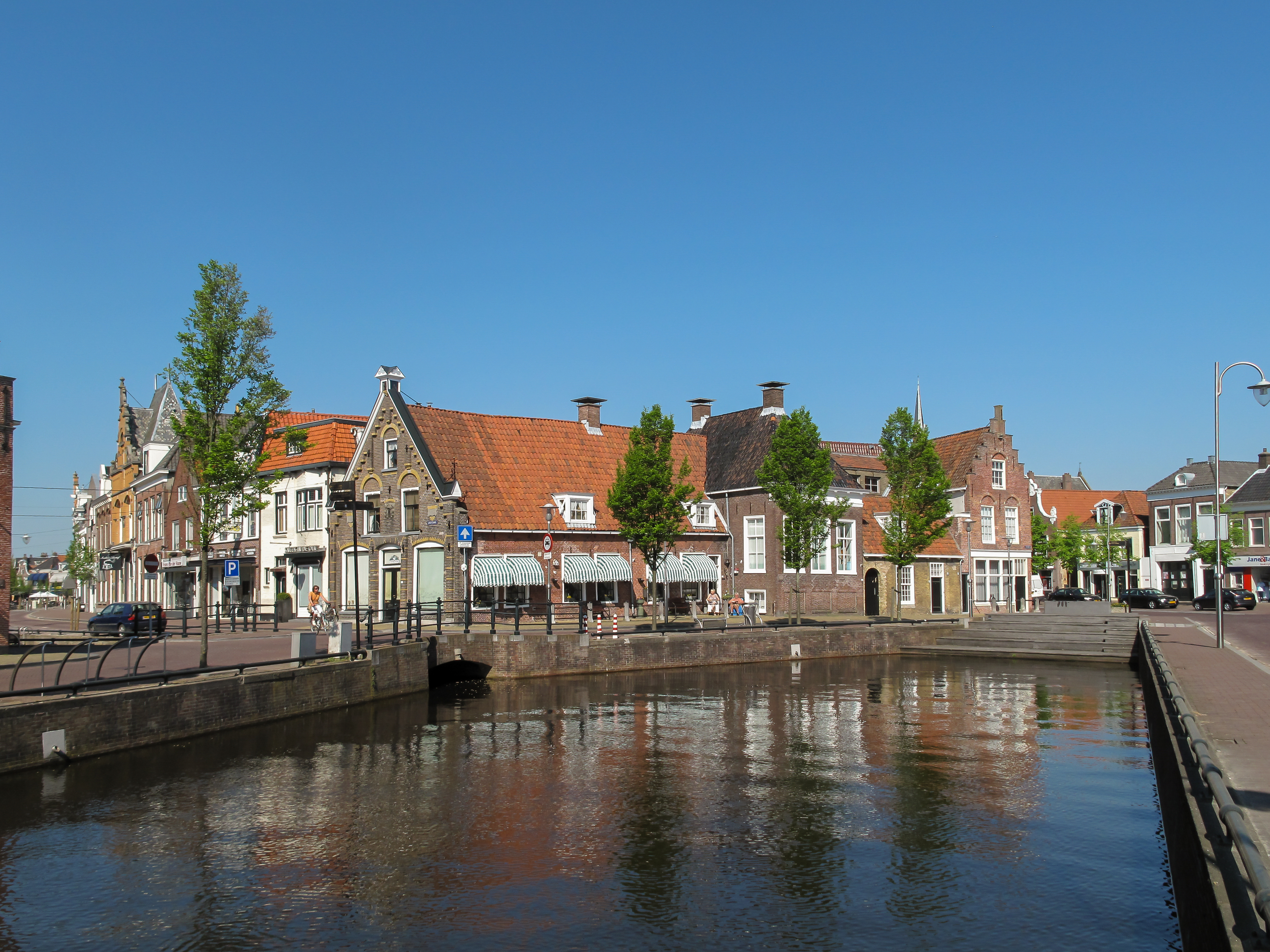
Une rue.